# 3184 Raab
3184 Raab è un asteroide della fascia principale. Scoperto nel 1949, presenta un'orbita caratterizzata da un semiasse maggiore pari a 2,6666043 UA e da un'eccentricità di 0,2639962, inclinata di 8,19724° rispetto all'eclittica.
L'asteroide è dedicato all'astronomo austriaco Herbert Raab.